# Bogusław Turek
Bogusław Turek CSMA (* 20. Oktober 1964 in Wojtkowa) ist ein polnischer Priester und Beamter der Römischen Kurie.

## Leben
Im Jahr 1982 trat er in die Kongregation vom Heiligen Erzengel Michael ein. Er empfing am 2. Juli 1989 die Priesterweihe. Er promovierte in Dogmatik an der Päpstlichen Universität Heiliger Thomas von Aquin. Papst Benedikt XVI. ernannte ihn am 29. Dezember 2010 zum Untersekretär der Kongregation für die Selig- und Heiligsprechungsprozesse.